# Джефферсон (округ, Айова)
Дже́фферсон (Jefferson) — округ в штате Айова. Окружной центр — город Фэрфилд. По оценке Бюро переписи населения США в 2010 году численность населения составляла 16 843 человек.

## История
Округ Джефферсон был образован 21 января 1839 года. Назван в честь 3-го президента США Томаса Джефферсона.

## География
Согласно данным Бюро переписи населения США, площадь округа Джефферсон составляет 1127 км².

### Основные шоссе
- Шоссе 34
- Автострада 1
- Автострада 78

### Соседние округа
- Киокак — на северо-западе
- Вашингтон — на северо-востоке
- Генри — на востоке
- Ван-Бьюрен — на юге
- Уапелло — западе

## Демография

### Перепись населения 2000 года
По данным переписи населения 2000 года в округе проживало 16 181 жителей. Среди них 19,6 % составляли дети до 18 лет, 14,6 % люди возрастом более 65 лет. 50,4 % населения составляли женщины.
Национальный состав был следующим: 95,5 % белых, 1,0 % афроамериканцев, 0,2 % представителей коренных народов, 2,4 % азиатов, 2,6 % латиноамериканцев. 1,0 % населения являлись представителями двух или более рас.
Средний доход на душу населения в округе составлял 19 579 долларов. 14,3 % населения имело доход ниже прожиточного минимума. Средний доход на домохозяйство составлял 43 257 долларов.
Также 88,1 % взрослого населения имело законченное среднее образование, а 31,2 % имело высшее образование.

### Перепись населения 2009 года
По данным переписи населения 2009 года в округе проживало 15 472 жителей.

### Перепись населения 2010 года
По данным переписи населения 2010 года в округе проживало 16 843 жителей.